# Violeta Alexandru
Victoria Morada Alexandru es una política rumana. Nació el 11 de noviembre de 1975 en Bucarest, Rumanía. 

## Historia
Victoria Alexandru se graduó en la Universidad de Bucarest. Posteriormente estudió en Școala Națională de Studii Politice și Administrative. Entre 1994 y 1997 trabajó como coordinadora en la ONG Asociación Pro Democracia (APD). De 1997 a 1999, trabajó en la administración presidencial, donde se ocupó de los asuntos de la diáspora rumana. En 1999 regresó a la APD como directora ejecutiva hasta 2001, cuando cofundó el Institutul pentru Politici Publice, en el que ocupó el cargo de directora. Ha desempeñado la función de ministra delegada para el diálogo social entre el 17 de noviembre de 2015 hasta el 4 de enero de 2017 durante el gobierno técnico de Dacian Cioloș. Más tarde se involucró en actividades políticas dentro del Partido Liberal Nacional. En noviembre de 2019 se convirtió en la ministra de trabajo y protección social en el entonces gobierno de Ludovik Orban.